# Gaio Antistio Vetere (console 6 a.C.)
Gaio Antistio Vetere (in latino: Gaius Antistius Vetus; 40 a.C. circa – dopo il 30 d.C.) è stato un senatore e magistrato romano, console dell'Impero romano.

## Biografia
Figlio dell'omonimo console suffetto del 30 a.C. e nipote dell'omonimo pretore repubblicano del 69 a.C., Antistio iniziò la sua carriera attorno ai 20-25 anni ricoprendo la carica di triumviro monetale nel 16-15 a.C. insieme a Lucio Mescinio Rufo e a Lucio Vinicio.
Nel 6 a.C., favorito dall'amicizia del padre con Augusto, fu eletto console ordinario insieme al quindecemvir sacris faciundis Decimo Lelio Balbo.
Antistio, in una data imprecisata, fu cooptato nel collegio dei pontifices, presieduto da Augusto, e fu persino adlectus inter patricios dal primo princeps.
Dopo i canonici cinque anni di attesa dopo il termine del consolato, Antistio fu nominato proconsole d'Asia nel 2-3 o nel 3-4 d.C., incarico in cui si distinse tra le popolazioni sue sottoposte, divenendo ad esempio patrono della città di Pergamo, e in cui fu accompagnato dal figlio maggiore Gaio.
Velleio Patercolo elogia Antistio ancora nel 29-30 d.C.: ciò fa naturalmente dedurre una data di morte posteriore a tali anni.
Antistio ebbe due figli, entrambi assurti al consolato in età tiberiana, Gaio (console nel 23) e Lucio (console nel 28): ciò conferma come la sua famiglia fosse rimasta senza dubbio in buoni rapporti non solo con Augusto, ma anche con il suo erede Tiberio.